# Gerhard Eichelmann

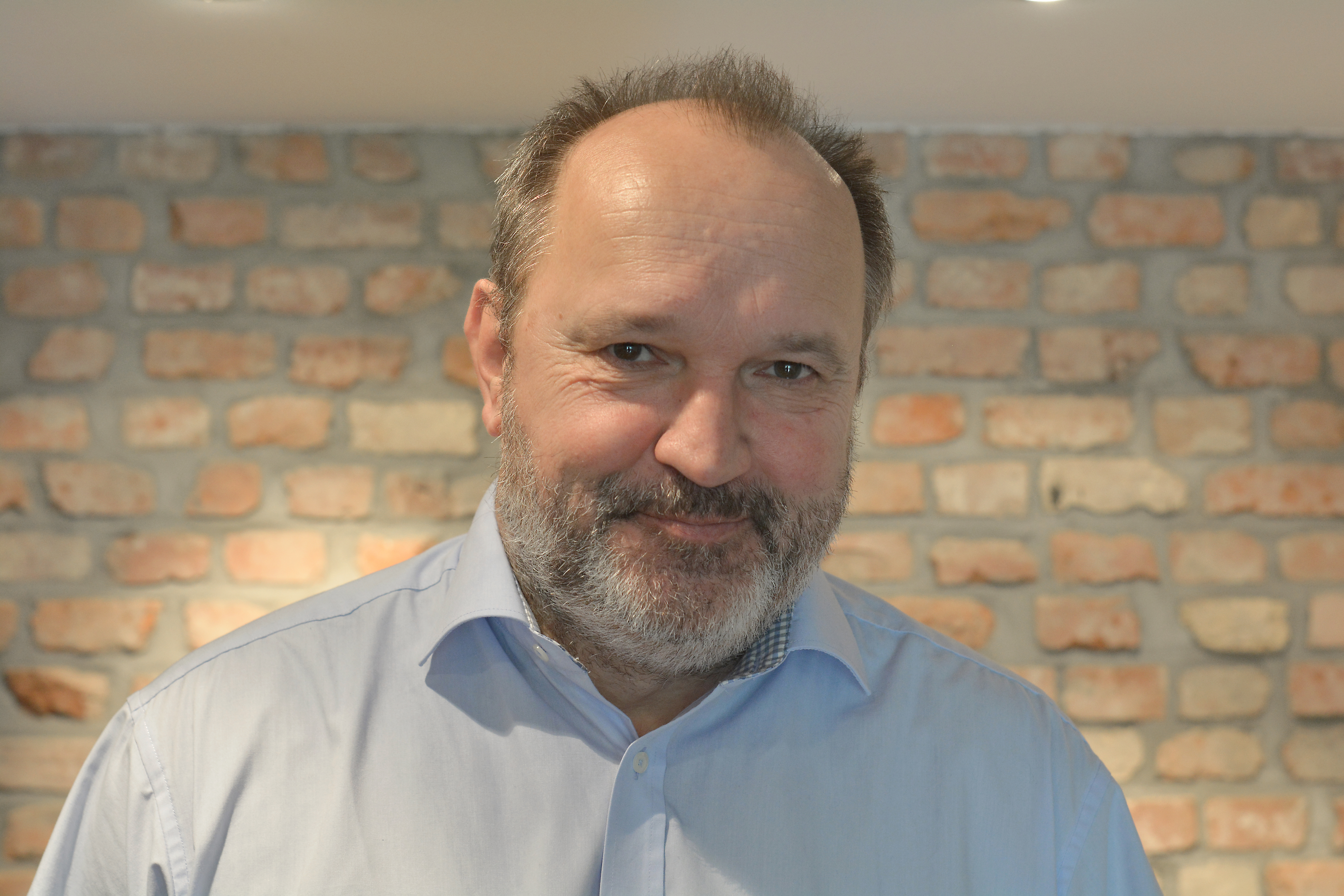
Gerhard Eichelmann 2017

Gerhard Eichelmann (* 1962 in Gössenheim, Franken) ist ein deutscher Weinkritiker, Verleger und Weinautor.

## Leben und Wirken
Gerhard Eichelmann studierte zunächst Volks- und Betriebswirtschaftslehre sowie Politik in Göttingen, Paris und Würzburg. Nach seinem Abschluss als Diplom-Volkswirt und Diplom-Kaufmann war Eichelmann zwölf Jahre als Unternehmensberater tätig.
Sein Weininteresse sorgte sodann für eine neue Karriere als Weinkritiker mit dem Fokus auf deutsche Weine und Champagner. Dabei finden vor allem noch unbekannte Weingüter Beachtung. Im Jahr 1997 gründete er den Mondo-Verlag in Heidelberg, in dem später auch die jährlich erscheinenden Weinführer Eichelmann Deutschlands Weine erschienen. Eichelmann 2022 Deutschlands Weine erschien in 22. Auflage mit einem Umfang von 1216 Seiten und umfasst Beschreibungen und Bewertungen von 975 Weingütern mit 11.000 Weinen. Alljährlich von April bis September testet Eichelmann mit seinem Verkosterteam Weine aus Deutschland. Die Bewertung erfolgt in Form von „gedeckten“ Verkostungen (ohne sichtbare Etiketten) in neutraler Umgebung nach dem Fünf-Sterne- und 100-Punkte-System.
In dem in Form eines Kompendiums in englischer Sprache im Mondo Verlag im Jahr 2021 erschienenen Champagne-Buch sind 13.451 Champagner von 1.335 Produzenten aufgelistet. Bereits im Jahr 2012 wurde das damals aktuelle Handbuch Champagne ins Französische übersetzt und von dem französischen Verlag Larousse veröffentlicht.
Gerhard Eichelmann lebt mit seiner Familie in Heidelberg.

## Veröffentlichungen

### Deutschlands Weine
- Eichelmann Deutschlands Weine. 13 Regionen, 965 Weingüter, 11.000 Weine. Mondo Communications, Heidelberg 2002–2022, ISBN 978-3-938839-52-2.
- Mondo-Weinführer Deutschland. Die besten deutschen Weinerzeuger und ihre Weine von A–Z. 2001, ISBN 3-00-006806-6.

### Champagne
- Champagner. Mondo-Verlag, Heidelberg 2005, ISBN 3-9809260-2-8.
- Champagne. 800 Champagner bewertet und kommentiert. Mondo-Verlag, Heidelberg 2005.
- Alles über Champagner. Mondo-Verlag, Heidelberg 2007, ISBN 978-3-938839-14-0.
- Das Champagner Handbuch. Mondo-Verlag, Heidelberg 2011, ISBN 978-3-938839-17-1.
- Le Guide Larousse du Champagne. Mondo-Verlag, Heidelberg 2012, ISBN 978-2-03-587487-0.
- Champagne. Mondo-Verlag, Heidelberg 2013.
- Champagne. Edition 2015, Mondo-Verlag, Heidelberg 2015.
- Champagne. Edition 2017, Mondo-Verlag, Heidelberg 2017.
- Champagne. 13,451 champagnes from 1,335 producers. Mondo-Verlag, Heidelberg 2021, ISBN 978-3-938839-38-6.

### Sonderthemen
- Toskana. Die 100 besten Weingüter: Die Stars von heute und morgen. Mondo-Verlag, Heidelberg 2003.
- Montalcino und seine Weine. Mondo-Verlag, Heidelberg 2007, ISBN 978-3-938839-12-6.
- Die besten Bio-Weine. Mondo-Verlag, Heidelberg 2008, ISBN 978-3-938839-02-7.
- Baden. Weingüter und Weine. Mondo-Verlag, Heidelberg, 2008, ISBN 978-3-938839-21-8.
- Trinken wie Goethe. Mit Zeichnungen von Susanne von Bülow. Mondo-Verlag, Heidelberg 2009, ISBN 978-3-938839-31-7.
- Wein aus Australien. Mondo-Verlag, Heidelberg 2018, ISBN 978-3-938839-37-9.

### Weinzeitschrift Mondo
- Mondo 51, Südafrika, Griechenland, Champagne, Spanien-Highlights, Mondo-Verlag, Heidelberg, 2008.
- Mondo 52, Burgund, Amarone, Brunello: Kroatien, Vertikalverkostungen, Mondo-Verlag, Heidelberg, 2008.
- Mondo 53, Barolo 2004, Barbaresco 2005, Chianti Classico, Australien: Neuseeland, Crozes-Hermitage, Mondo-Verlag, Heidelberg, 2008.
- Mondo 54, Südliche Rhone, Die andere Toskana, Südtirol, Steiermark: Neues aus der Champagne, Nord-Griechenland, Scharzhofberger, Sonnenuhr, Mondo-Verlag, Heidelberg, 2008.
- Mondo 55, Loire, Spanien, Vino Nobile, Sangiovese di Romagna, Chile: Argentinien, Santorini, Uhlen, Calmont. Mondo-Verlag, Heidelberg, 2009.
- Mondo 56, Brunello 2004, Chianti Classico, Portugal, Vosne-Romanée: Brasilien, Neues aus der Champagne. Mondo-Verlag, Heidelberg, 2009.
- Mondo 57, Roussillon, Barolo 2005, Barbaresco 2006, Trentino (Sekt): Terroir-Champagner, Große Gewächse. Mondo-Verlag, Heidelberg, 2009.
- Mondo 58, Silvaner, Ahr, Côte des Blancs, Spanien, Sagrantino. Mondo-Verlag, Heidelberg, 2009.
- Mondo 59, Apulien, Sachsen, Saale-Unstrut, Neuseeland, Südafrika, Brunello, Madeira. Mondo-Verlag, Heidelberg, 2010.
- Mondo 60, Burgund, Chianti Classico, Kamptal, Württemberg: Cuvées. Mondo-Verlag, Heidelberg, 2010.
- Mondo 61, Barolo 2006, Kraichgau, Südliche Rhone, Burgenland. Mondo-Verlag, Heidelberg, 2011.
- Mondo 62, Prickelndes aus aller Welt: Champagne/Franciacorta/Prosecco/Trentodoc/Sekt. Mondo-Verlag, Heidelberg, 2013.
- Mondo 63, Israel, Bolgheri, Rose-Champagner, Languedoc-Bioweine. Mondo-Verlag, Heidelberg, 2013.